# هیلده لوی
هیلده لوی (انگلیسی: Hilde Levi; ۹ مهٔ ۱۹۰۹ – ۲۶ ژوئن ۲۰۰۳) فیزیک‌دان آلمانی-دانمارکی بود. او از پیشگامان استفاده از ایزوتوپ پرتوزا در زیست‌شناسی و پزشکی بود، به‌ویژه در تکنیک‌های تاریخ‌گذاری رادیوکربن و اتورادیوگرافی. در سال‌های بعد، او به تاریخ‌نگاری علمی پرداخت و زندگینامه‌ای از جرج هوشی منتشر کرد.
لوی در یک خانواده یهودی غیرمذهبی در فرانکفورت آلمان به دنیا آمد. او در سال ۱۹۲۹ وارد دانشگاه لودویگ ماکسیمیلیان مونیخ شد و تحصیلات دکترای خود را در مؤسسه فیزیک شیمیایی و الکتروشیمی کایزر ویلهلم در دالم انجام داد. او پایان‌نامه خود را دربارهٔ طیف‌های هالیدهای فلزات قلیایی تحت نظارت Peter Pringsheim و فریتس هابر نوشت. هنگامی که او در سال ۱۹۳۴ تحصیلات خود را به پایان رساند، حزب ناسیونال سوسیالیست کارگران آلمان به قدرت رسیده بود و یهودیان دیگر اجازه استخدام در مناصب دانشگاهی را نداشتند. او به دانمارک رفت و در انستیتو نیلز بور فیزیک نظری در دانشگاه کپنهاگ مشغول به کار شد. او در همکاری با جیمز فرانک و جرج هوشی چندین مقاله دربارهٔ استفاده از مواد رادیواکتیو در زیست‌شناسی منتشر کرد.
هنگامی که نازی‌ها در سپتامبر ۱۹۴۳ شروع به دستگیری یهودیان دانمارک کردند، لوی به سوئد گریخت و در مؤسسه زیست‌شناسی تجربی ونر-گرن در استکهلم با زیست‌شناس جان رنستروم کار کرد. پس از پایان جنگ، او به دانمارک بازگشت و در آزمایشگاه فیزیولوژی جانوری در کپنهاگ مشغول به کار شد. در سال‌های ۱۹۴۷–۱۹۴۸، او به ایالات متحده رفت تا در مورد تکنیک‌های تازه کشف‌شده تاریخ‌گذاری رادیوکربن و اتورادیوگرافی تحقیق کند و سپس این روش‌ها را به اروپا معرفی کرد. او در سال ۱۹۷۹ از آزمایشگاه فیزیولوژی جانوری بازنشسته شد اما با بایگانی نیلز بور همکاری کرد و سرانجام زندگینامه‌ای از جرج هوشی منتشر کرد.

## اوایل زندگی
هیلده لوی در فرانکفورت آلمان در ۹ مه ۱۹۰۹ به دنیا آمد. پدر او، آدولف لوی، مدیر فروش یک شرکت فلزات بود و مادرش، کلارا (ریس)، دختر یک چاپگر بود. لوی یک برادر بزرگ‌تر به نام ادوین داشت. او نوازنده‌ای با استعداد بود و از کودکی پیانو می‌نواخت. تابستان‌ها در خانه تابستانی اقوامش در باواریا، او به اجراهای موسیقی‌دانانی مانند الیزابت شومان و ریشارد اشتراوس گوش می‌داد.
اگرچه خانواده لوی یهودی بودند، اما دین خود را عملاً اجرا نمی‌کردند و عضو جامعه یهودی نبودند، اما هنگام ثبت‌نام در مدرسه ویکتوریا (که اکنون مدرسه بتینا نام دارد) در فرانکفورت، مذهب او به عنوان یهودی ثبت شد. آموزش دینی اجباری بود، بنابراین او مجبور شد در کلاس‌های یک ربی محلی شرکت کند. اما خیلی زود علیه این آموزش‌ها شورش کرد و به والدینش گفت که نمی‌خواهد در این کلاس‌ها شرکت کند. او به‌طور کلی دین رسمی را رد کرد.
در دوران دبیرستان، لوی تصمیم گرفت که دانشمند شود. سال آخر تحصیل خود را به پروژه‌ای دربارهٔ طیف‌سنجی و عکاسی اختصاص داد که تبدیل به Oberreal Abiturium او شد. او تنها دختری بود که در آن سال در رشته فیزیک تخصص گرفت. پس از فارغ‌التحصیلی در آوریل ۱۹۲۸، پدرش او را برای شش ماه به انگلستان فرستاد تا زبان انگلیسی بیاموزد. او در سال ۱۹۲۹ وارد دانشگاه لودویگ ماکسیمیلیان مونیخ شد و در آنجا به سخنرانی‌های آرنولد زومرفلد گوش داد. برای دکترای خود، او به مؤسسه فیزیک شیمیایی و الکتروشیمی کایزر ویلهلم در دالم پذیرفته شد، جایی که پایان‌نامه خود را دربارهٔ طیف هالیدهای فلزات قلیایی، تحت نظارت Peter Pringsheim و فریتس هابر نوشت.

## دوره نازی‌ها
وقتی لوی در سال ۱۹۳۴ دکترای خود را دریافت کرد، حزب ناسیونال سوسیالیست کارگران آلمان در آلمان به قدرت رسیده بود. استادان راهنمای او به تبعید رفته بودند و یهودیان دیگر نمی‌توانستند در مناصب دانشگاهی استخدام شوند. شاخه دانمارکی فدراسیون بین‌المللی زنان دانشگاهی به لوی کمک کرد تا موقعیتی در انستیتو نیلز بور فیزیک نظری در دانشگاه کپنهاگ پیدا کند. نیلز بور از جیمز فرانک، یکی دیگر از پناهندگان آلمانی، پرسید که آیا او لوی را می‌شناسد و مایل است او را به‌عنوان دستیارش بپذیرد. فرانک پاسخ داد که شخصاً او را نمی‌شناسد، اما از پایان‌نامه‌اش آگاه است و آن را بسیار ارزشمند می‌داند.
او در سال ۱۹۳۴ با فیزیکدان هانس بیته نامزد شد. آن دو از سال ۱۹۲۵ یکدیگر را می‌شناختند. اما مادر بیته، که خود یهودی بود، با ازدواج پسرش با یک دختر یهودی مخالف بود و او چند روز قبل از مراسم ازدواج نامزدی را برهم زد. این اقدام بیته، فرانک و بور را شوکه کرد. بیته که فیزیکدانی برجسته بود، تا پس از جنگ جهانی دوم اجازه نیافت به انستیتو نیلز بور دعوت شود. لوی هرگز ازدواج نکرد، اما با بسیاری از فیزیکدانان یهودی که از این مؤسسه بازدید می‌کردند، از جمله اوتو رابرت فریش، گئورگ پلاچک، رودولف پیرلز، لئون روزنفلد، ادوارد تلر و ویکتور وایسکاپف دوستی داشت.
لوی به عنوان دستیار فرانک کار می‌کرد و دو مقاله با او دربارهٔ فلورسانس سبزینه منتشر کرد تا زمانی که فرانک در سال ۱۹۳۵ دانمارک را به مقصد ایالات متحده ترک کرد. او سپس به عنوان دستیار شیمی‌دان فیزیکی مجارستانی، جرج هوشی، کار کرد. کشف اخیر پرتوزایی القاشده و ایجاد ایزوتوپ‌های پرتوزای کوتاه‌عمر، کاربردهای جدیدی برای مواد پرتوزا در زیست‌شناسی ایجاد کرد که لوی همراه با دو هویسی آن‌ها را بررسی کرده و چندین مقاله منتشر کرد. دانشگاه برلین در سال ۱۹۳۸ دکترای لوی را لغو کرد. در آوریل ۱۹۴۰، آلمان‌ها دانمارک را اشغال کردند. زمانی که نازی‌ها در سپتامبر ۱۹۴۳ شروع به دستگیری یهودیان دانمارکی کردند، لوی یکی از هزاران یهودی‌ای بود که به سوئد گریخت. او تا پایان جنگ در انستیتوی زیست‌شناسی تجربی ونر-گرن در استکهلم برای زیست‌شناس جان رونستروم کار کرد.

## سال‌های بعد
پس از پایان جنگ، دو هویسی تصمیم گرفت در سوئد بماند و بور تصمیم گرفت پژوهش‌های زیست‌شناسی را در مؤسسه متوقف کرده و دوباره بر فیزیک تمرکز کند. لوی در آزمایشگاه زوفیزیولوژی در کپنهاگ، زیر نظر شاک کروگ، که مانند بور برندهٔ جایزه نوبل بود، مشغول به کار شد. او در سال تحصیلی ۴۸–۱۹۴۷ به عنوان پژوهشگر انجمن دانشگاهی زنان آمریکا به ایالات متحده رفت. در آنجا، او از ویلارد لیبای در دانشگاه شیکاگو دربارهٔ تکنیک تازه کشف‌شدهٔ تاریخ‌گذاری رادیوکربن آموخت. او در حین کار برای کمیسیون انرژی اتمی ایالات متحده آمریکا در دانشگاه راچستر در راچستر، نیویورک، تکنیک جدید اتورادیوگرافی را توسعه داد.
پس از بازگشت به دانمارک، او با موزه ملی دانمارک در کپنهاگ همکاری کرد تا تجهیزات تاریخ‌گذاری رادیوکربنی را توسعه دهد. این تجهیزات در سال ۱۹۵۱ برای تعیین سن Grauballe Man مورد استفاده قرار گرفت. اتورادیوگرافی سپس توسط مؤسسه فینسن برای بررسی اثرات ماده حاجب پرتونگاری توروتراست به کار گرفته شد. لوی از سال ۱۹۵۲ تا ۱۹۷۰ به عنوان مشاور در هیئت ملی بهداشت دانمارک فعالیت کرد.
لوی در سال ۱۹۷۹ از آزمایشگاه زوفیزیولوژی بازنشسته شد، اما در آرشیو نیلز بور به کار ادامه داد و در آنجا به گردآوری مقالات دو هویسی پرداخت. نتیجهٔ این کار، انتشار زندگینامه‌ای از دو هویسی در سال ۱۹۸۵ بود. در همان سال، او نمایشگاه صدمین سالگرد نیلز بور را در تالار شهر کپنهاگ سازماندهی کرد. در سال ۲۰۰۱، دانشگاه هومبولت برلین او را به همراه دیگر دانشجویانی که در سال ۱۹۳۳ اخراج شده بودند، مورد تقدیر قرار داد. او در ۲۶ ژوئیه ۲۰۰۳ در کپنهاگ درگذشت.